# Kambja järv
Kambja järv är en mindre sjö i Estland. Den är centralt belägen i småköpingen Kambja i Kambja kommun i landskapet Tartumaa. Nära sjöns östra strand ligger Kambja kyrka.